# 삼족오
삼족오(三足烏) 또는 세발까마귀는 고대 동아시아 지역에서 태양 속에 산다고 여겨졌던 전설의 새이다. 해를 상징하는 원 안에 그려지며, 종종 달에서 산다고 여겨졌던 원 안의 두꺼비에 대응된다. 삼족오는 신석기 시대 중국의 양사오 문화, 한국의 고구려 고분 벽화, 일본의 건국 신화 등 동아시아 고대 문화에서 자주 등장한다.
'삼족오'는 3개의 다리가 달려있는 까마귀를 의미한다. 그 이유를 들자면 여러 가지가 있는데, 태양이 양(陽)이고, 3이 양수(陽數)이므로 자연스레 태양에 사는 까마귀의 발도 3개라고 여겼기 때문이라고도 하고, 삼신일체사상(三神一體思想), 즉 천(天)·지(地)·인(人)을 의미하는 것으로 해석하는 경우도 있다. 또 고조선 시대의 제기로 사용된 삼족정(三足鼎)과 연관시켜 ‘세 발’이 천계의 사자(使者), 군주, 천제(天帝)를 상징하는 것으로 분석하기도 한다.
삼족오의 발은 조류의 발톱이 아니라 낙타나 말 같은 포유류의 발굽 형태를 보이고 있다.

## 동아시아 문화 속의 삼족오

### 중국
삼족오 문양이 처음 등장한 것은 신석기 시대인 기원전 5천 년에서 3천 년 사이에 중국 황하 중류에 존재했던 양사오 문화이다. 농경문화를 바탕으로 한 양사오 문화 유적지에서 발굴된 수천 점의 토기에서 태양을 상징하는 삼족오 문양이 발굴되었다. 상나라의 수도인 은허(殷墟) 후가장(侯家莊) 1004호 묘에서 발굴된 청동제 사각형 솥에도 삼족오 문양이 발견되었다. 또한 랴오닝성 차우양 지구 원태자 벽화묘에도 삼족오 문양이 있다.
중국에서 삼족오라는 말이 처음 등장한 것은 전한 시대 때의 것으로 추정되는 《춘추원명포(春秋元命苞)》와 《산해경(山海經)》이다. 이에 대해서 장형(78~139)의 《영헌(靈憲)》에서는 홀수는 양이니 다리가 3개인 새가 태양에 있고 짝수는 음이니 다리가 4개인 토끼가 달에 있다고 풀이하였다.(“日者，陽精之宗。積而成烏，象烏而有三趾。陽之類，其數奇。月者，陰精之宗。積而成獸，象兔。陰之類，其數耦。”)

### 한국

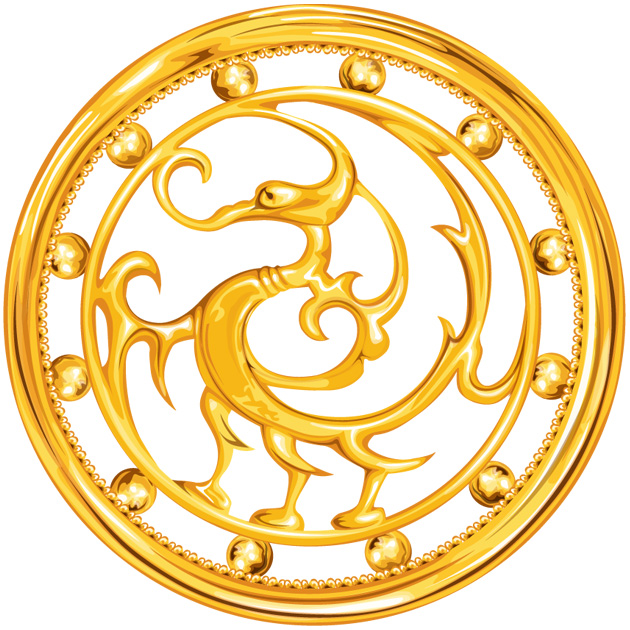
고구려의 삼족오

한국에서는 씨름무덤(각저총), 쌍영총, 천왕지신총 등 고구려의 고분 벽화에 삼족오가 많이 그려져 있다. 《삼국유사》의 기이편(紀異扁)에는 소지왕 10년 때에 까마귀가 나타나 사람에게 해야할 일이나 일어날 일을 미리 알려주는 영험한 존재로 등장한다. 신라의 연오랑과 세오녀 전설에서도 삼족오가 등장하는데, 연오랑(燕烏郞)과 세오녀(細烏女)의 이름을 자세히 살펴보면 둘 다 이름에 까마귀 오(烏)자가 붙는 것을 알 수 있다. 이것은 당시 사람들이 까마귀를 빛의 상징으로 보았다는 점을 알려주는 것이다. 고려 시대에는 의천의 가사에서 보이며, 조선 시대에는 일부 묘석에 삼족오가 새겨져 있다. 한국의 삼족오는 중국과 일본의 삼족오와는 달리 머리에 공작처럼 둥글게 말린 벼슬이 달려 있다는 점에서 그 외형에서 확실한 차이점이 있다. 벼슬은 국가통치조직에서 나랏일을 담당하는 직위나 직무를 상징한다.
약식의 유래는 고려시대 후기 때 승려 일연이 1281년에 쓴 삼국유사 사금갑(射琴匣)조에 기록되어 있다. 488년 신라의 소지왕이 음력 1월 15일에 왕이 경주 남산에 있는 정자인 천천정(天泉亭)에 행차하였다. 이때에 까마귀가 날아와 왕이 신하들에 의해서 살해당할 위기에 처했다는 것을 알려주었다. 그 덕분에 왕은 역모를 꾀하려던 신하와 궁주(宮主)를 활로 쏘아 죽여서 위기를 모면하였다. 이때부터 정월 대보름을 오기일(烏忌日)로 정하여, 까마귀를 기념하여 찰밥을 지어 제사지냈으며, 약식은 여기서 비롯되었다고 한다.
일부 학자들 및 재야사학에서는 삼족오의 기원이 한민족에서 비롯된 것이라 주장하기도 한다.

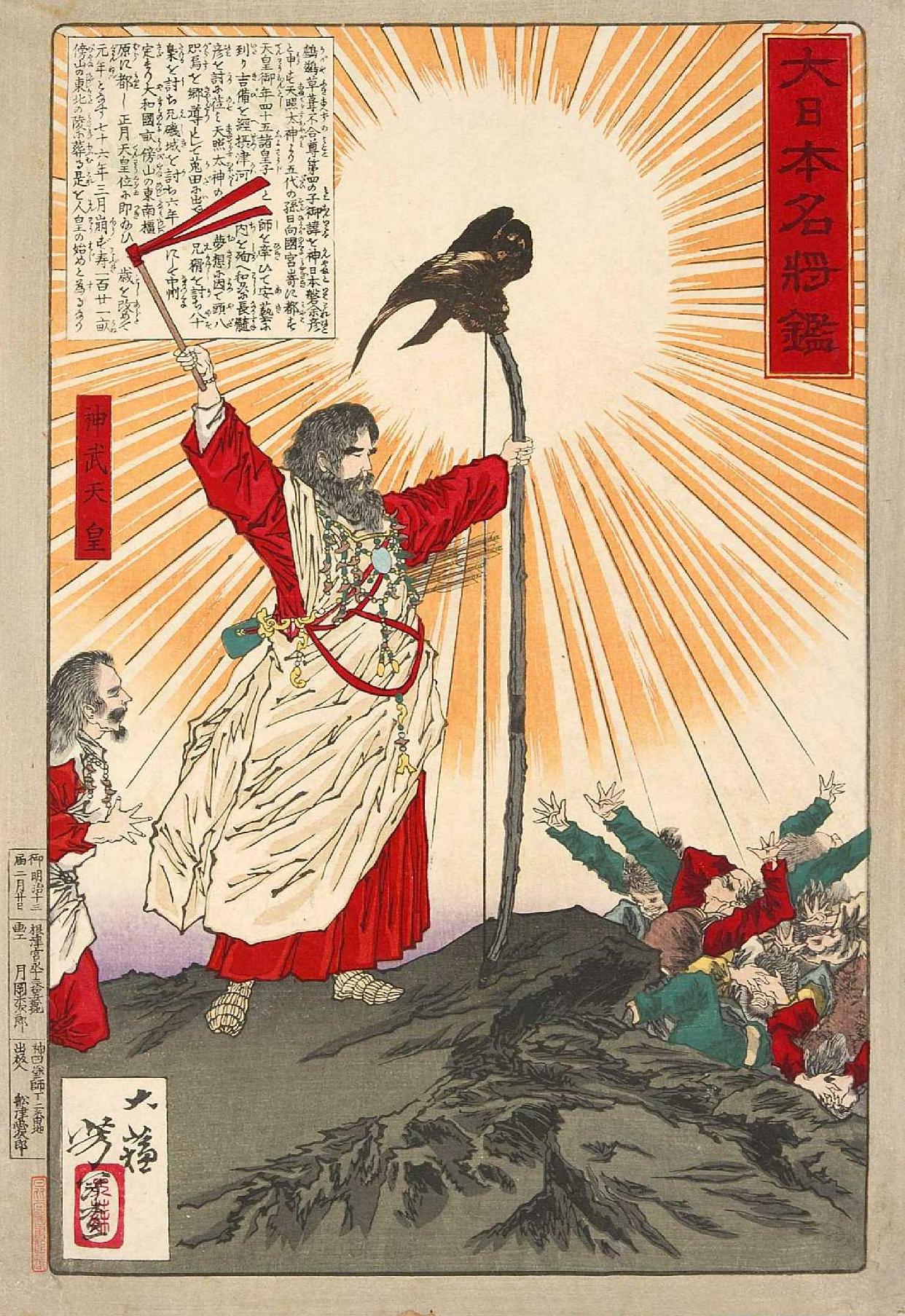
진무 천황의 활 위에 앉은 삼족오.

### 일본
일본에서는 개국 신화에서 천황의 군대의 길 안내를 한 태양신의 사자인 일본의 삼족오 ‘야타가라스(八咫烏)’가 고대 고분과 각종 유물에서 등장하고 있으며, 아직도 쿠마노본궁대사(熊野本宮大社) 등에서 모시는 대상이기도 하다. 천황이 즉위식 때에 입는 곤룡포의 왼쪽 어깨에는 삼족오가 자수로 놓여 있다. 또한 일본축구협회에서는 삼족오를 엠블렘으로 사용하고 있다.

## 같이 보기
- 김태식 (2006년 10월 22일). “두꺼비를 잃어버린 삼족오”. 연합뉴스. 2007년 9월 27일에 원본 문서에서 보존된 문서. 2007년 3월 29일에 확인함.
- 까마귀자리: 태양신 아폴론에 의해 별자리가 된 까마귀 이야기